# Franc Marušič
Franc Marušič (Lanko), slovenski jezikoslovec in jamar, * 19. april 1974, Šempeter pri Gorici, Slovenija.

## Življenje in delo

### Šolanje
Rodil se je v Šempetru pri Gorici 19. aprila 1974. Čeprav je iz Solkana in tam živi še danes, je večino svojega otroštva preživel v Ljubljani. Obiskoval je osnovno šolo Narodnega heroja Toneta Tomšiča (danes Osnovna šola Poljane), kasneje pa Srednjo naravoslovno šolo (danes Gimnazija Bežigrad). Na osnovni in srednji šoli se je zanimal za matematiko in kemijo in se po končani gimnaziji vpisal na vzporedni študij jezikoslovja in matematike na Univerzi v Ljubljani - UL. Že tekom prvega leta je matematiko opustil in se v celoti posvetil študiju na Filozofski fakulteti UL. Leta 1999 je diplomiral na Filozofski fakulteti UL iz splošnega jezikoslovja in sociologije. Leta 2005 je po petih letih nadaljnjega študija doktoriral iz jezikoslovnih znanosti na temo skladnje (naslov: On non-simultaneous phases, mentor prof. dr. Richard Larson) na Stony Brook University v ZDA.
Po doktoratu je še istega leta dobil službo na Fakulteti za humanistiko Univerze v Novi Gorici - UNG. Takrat se je odprl nov oddelek za slovenistiko, na katerem je danes redni profesor in raziskovalec v Centru za kognitivne znanosti jezika. Med letoma 2008 in 2011 je bil dekan Fakultete za humanistiko UNG.

### Delo
Težišče njegovih raziskav je vezano na teoretično jezikoslovje in slovnična vprašanja slovenskega jezika, skladnjo, tvorbeno slovnico, usvajanje jezika, jezikovno svetovanje in jezik v znanosti ipd.
Danes se ukvarja predvsem z ujemanjem s pomanjkljivimi ali dvoumnimi cilji, odplakanjem in iskanjem kognitivne podstati hierarhiji funkcionalnih besednih zvez (ki jo predvideva kartografski pristop k preučevanju jezika).
Med njegove najodmevnejše razprave sodi »Oblikoslovje kot vir zgodnjih pomenov številk«, pri kateri je sodeloval z mnogimi ustanovami (Massachusettski tehnološki inštitut, Kalifornijska univerza v San Diegu, Univerzitetni kolidžem v Londonu in Univerza kralja Sauda). V njej ugotavlja, da slovenskim in saudskoarabskim otrokom obstoj dvojine v materinščini olajša učenje pomena številk 'ena' in 'dve'.
Prav tako je velik odziv dosegla razprava »Slovnice ujemanja sestavljenega osebka v slovenščini« o glagolskem ujemanju, ki jo je objavil v reviji Syntax in je spodbudila številne nadaljnje raziskave ujemanja ob sestavljenem osebku v drugih jezikih.

### Nagrade
Leta 2016 je prejel Zoisovo priznanje za izjemne dosežke v znanstvenoraziskovalni in razvojni dejavnosti, ki ga podeljuje Ministrstvo za izobraževanje, znanost in šport.

### Društva in krožki
Kot član Društva za raziskovanje jam Ljubljana (DRJL) je bil član predsedstva Jamarske zveze Slovenije ter tudi vodja ljubljanske regije Jamarske reševalne službe. Sodeloval je tudi v Društvu ljubiteljev Soške fronte (DLSF) in Društvu SVOD. Eno leto je bil zaposlen na Inštitutu za civilizacijo in kulturo (ICK), od 1999 do 2000 je tajnik lingvističnega krožka Univerze v Ljubljani, med leti 2006 in 2012 pa je bil tudi član uredniškega odbora Solkanskega časopisa Solkan 1001. Med študijem v ZDA je igral nogomet za Aldridge Football Club (AFC) v znotrajuniverzitetni ligi univerze v Stony Brooku.
Bil je tudi soorganizator študentske jezikoslovne svetovalne službe ŠUSS, v okviru katere so ljudem pomagali z odgovori na jezikoslovna vprašanja dobrih deset let. Po dveh letih delovanja so izdali tudi zbornik odgovorov.

## Jamarstvo
Z jamarstvom se je prvič srečal pri sedemnajstih letih in že v prvem letu po opravljenem jamarskem izpitu z društvom začel na Rombonu raziskovati jamo Vandima. S to dejavnostjo se je aktivno ukvarjal dolgo časa in je z njo še danes v stiku, čeprav precej redkeje. 
Leta 1995 je s Francijem Gabrovškom dosegel dno Vandime (–1182 m), prve tisoč metrov globoke jame, ki so jo raziskali Slovenci. Leta 1997 je s Francijem Gabrovškom in Matjažem Pogačnikom dosegel dno Brezna pod velbom (–850 m), ki je imelo takrat še najgloblje brezno na svetu, 501 m globoko vhodno brezno Globoko grlo. Leta 2005 je z Jurijem Andjelićem in Matijo Pernetom dosegel takratno dno Renetovega brezna (–1242 m), danes druge najgloblje slovenske jame (leta 2018: –1322 m). Zelo aktiven je bil tudi pri raziskovanju Brezna Rumenega maka - P4 (trenutna globina ~1050).

## Delna bibliografija
- (sourednik z Rokom Žaucerjem) Formal Studies in Slovenian Syntax. Amsterdam: John Benjamins, 2016.
- (sourednik z Rokom Žaucerjem) Studies in Formal Slavic Linguistics, zbornik prispevkov. Frankfurt: Peter Lang, 2008.
- (soavtor z Rokom Žaucerjem) On the Intensional FEEL-LIKE Construction in Slovenian: A case of a phonologically null verb, v Natural Language & Linguistic Theory 24: 1093-1159.
- (soavtor z Richardom Larsonom) Indefinite pronoun structures with APs, v Linguistic Inquiry 35.2:268-287.
- (soavtor z Andrewjem Nevinson in Williamom Badeckerjem) The Grammars of Conjunct Agreement in Slovenian, v Syntax 18.1: 39-77, [DOI: 10.1111/synt.12025] 35.2:268-287.
- (avtor) CP under control, v Gerhild Zybatow, Luka Szucsich, Uwe Junghanns, Roland Meyer (ur.) Formal Description of Slavic Languages. pp. 408–422. Frankfurt am Main: Peter Lang.
- (avtor) Some thoughts on phase extension to a single interface, v Theoretical Linguistics 33.1 (2007), 83-91.
- (soavtor) ŠUSS : študentska skrb za slovenščino. Ljubljana : Študentska založba, 2001.